# Euroscaptor mizura
Euroscaptor mizura es una especie de mamífero eulipotiflano de la familia Talpidae.

## Distribución geográfica
Es endémica de Japón.

## Hábitat
Su hábitat natural son: bosques y praderas templados.

## Estado de conservación
Se encuentra amenazada de extinción por la pérdida de su hábitat natural.